# Hans-Dieter Tippenhauer
Hans-Dieter Tippenhauer (* 16. Oktober 1943 in Merunen, Ostpreußen; † 1. April 2021 in Hamburg) war ein deutscher Fußballtrainer und Fußballmanager.

## Karriere
Hans-Dieter Tippenhauer wurde am 16. Oktober 1943 in Merunen in Ostpreußen als zweiter Sohn des Ehepaares Gertrud (geborene Faltin) und Wilhelm Tippenhauer geboren. Sein älterer Bruder Ulrich Tippenhauer (1942–1983) wurde Mathematik-Professor an der Technischen Universität Kaiserslautern. Nach dem Besuch der Volksschule in Dortmund absolvierte Hans-Dieter Tippenhauer 1961 im Alter von 17 Jahren seine Prüfung zum Industriekaufmann und war in der Folge beruflich in diesem Bereich tätig. Nach Absolvierung eines 18-monatigen Wehrdienstes legte er im März 1967 die Fachhochschulreife in Essen ab und schloss im Herbst 1969 die Fachhochschule Dortmund als graduierter Betriebswirt ab. Im Zuge der Neuorganisation und -strukturierung der Fachhochschulen und Universitäten wurde ihm das Diplom für Betriebswirtschaft erteilt und damit die allgemeine Hochschulreife.
Nach seiner eigenen Laufbahn als Fußballspieler im Mittelfeld für Eintracht Duisburg, die ihn in der Saison 1966/67 bis in die damals zweitklassige Regionalliga West gebracht hatte, konnte er durch die erlangte Aufwertung ein Sportstudium an der Sporthochschule Köln aufnehmen. Hier erwarb er die Lehrbefähigung für berufsbildende Schulen und zudem die höchsten Trainerlizenzen im Fußball (1974 die A-Lizenz und 1975 die Fußballlehrer-Lizenz), die er beide mit der Note 1,0 abschloss. Während seines letztens Jahres an der Sporthochschule fungierte er im Auftrag der beiden Chefausbilder, Gero Bisanz und Karl-Heinz Heddergott, als Trainer der Fußballmannschaft der Sporthochschule und trainierte gleichzeitig den Drittligisten Godesberger FV. Im Jahr 1974 heiratete er. Aus der Ehe gingen zwei Kinder hervor.

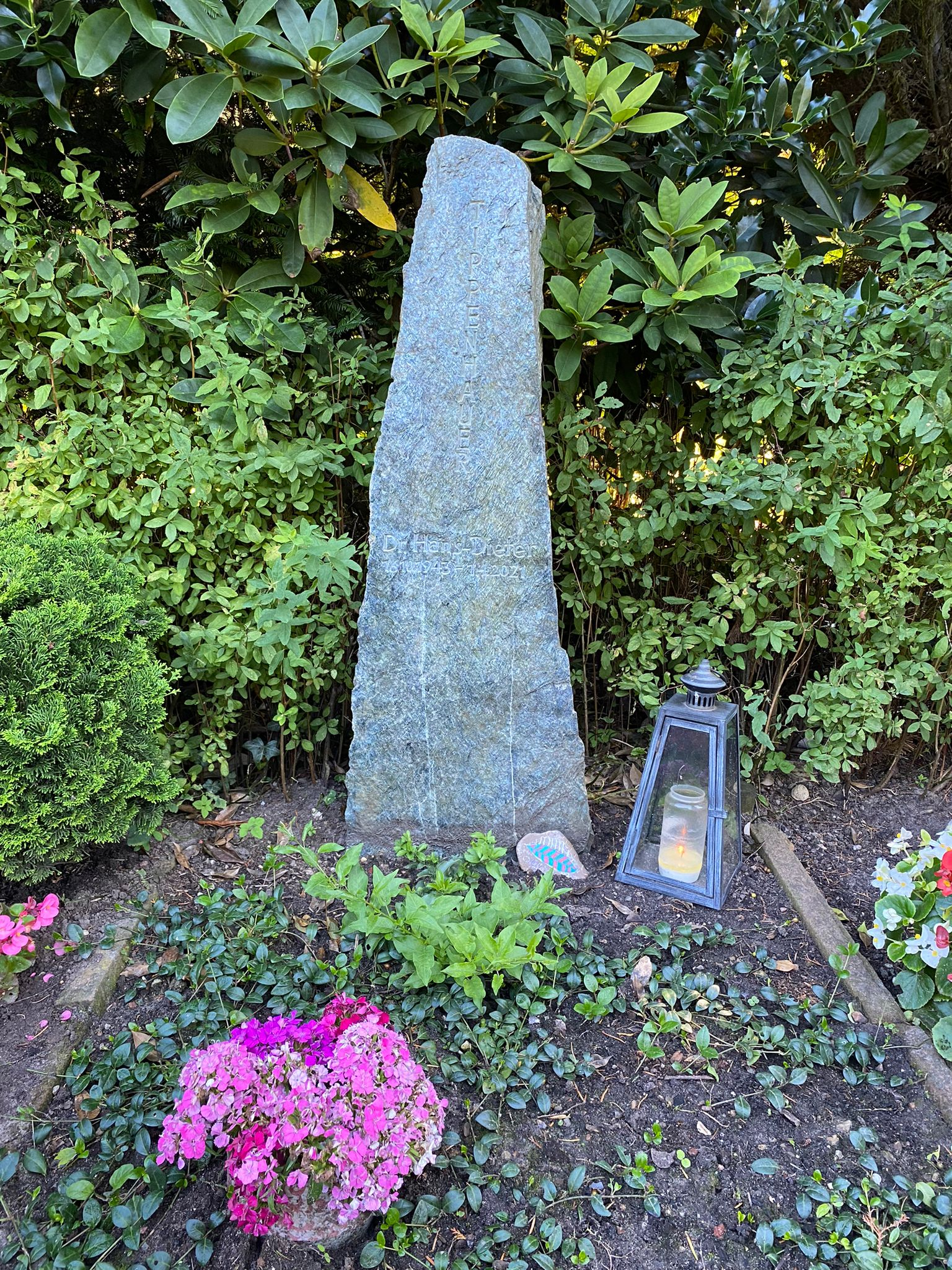
Grabstätte auf dem Friedhof Großhansdorf

Seine Trainerkarriere in der Bundesliga startete er im Jahr 1975 als Co-Trainer bei Eintracht Frankfurt an der Seite von Dietrich Weise, was er auch unter dessen Nachfolgern Roos und Lóránt in der Saison 1976/77 blieb.
1977 wurde er Co-Trainer von Weise, der mittlerweile Fortuna Düsseldorf trainierte. Ein Jahr später stieg er selbst zum Cheftrainer auf; unter ihm wurde der Klub 1978/79 Siebter in der Bundesliga. Fortuna Düsseldorf erreichte dabei einen der bekanntesten Bundesliga-Siege ihrer Geschichte, als sie am 9. Dezember 1978 den FC Bayern München mit 7:1 besiegte und ihm so die bisher höchste Auswärtsniederlage beibrachte. Unter Tippenhauer gelang den Flingeranern zudem am 16. September 1978 in Darmstadt mit einem 6:1 auch der höchste Bundesliga-Auswärtssieg ihrer Geschichte. Auch konnte die Mannschaft am 23. Juni 1979 erstmals den DFB-Pokal mit einem 1:0-Finalsieg über Hertha BSC gewinnen. Die von Tippenhauer geführte Fortuna spielte am 16. Mai 1979 im Basler St. Jakob-Stadion sogar im Finale des Europapokal der Pokalsieger, das sie allerdings mit 3:4 nach Verlängerung gegen den FC Barcelona verlor. Die Saison 1979/80 begann für die Fortuna mit fünf Niederlagen in den ersten acht Bundesligaspielen, was dazu führte, dass Tippenhauer im Oktober durch Otto Rehhagel ersetzt wurde.
Danach schaffte er mit dem Zweitligisten Arminia Bielefeld als Erster der 1980 den direkten Aufstieg in die Bundesliga. Nach zehn Spieltagen lag er mit der Arminia dort aber auf dem letzten Platz, weshalb er im Oktober durch Willi Nolting ersetzt wurde, der selbst alsbald Horst Franz weichen musste, unter dem der Klassenerhalt gelang.
Zur Saison 1980/81 wurde Tippenhauer Manager des Zweitligisten Bayer Uerdingen. Zusätzlich war er im Frühjahr 1983 nach der Entlassung von Werner Biskup für die letzten 15 Ligaspiele auch noch Trainer der Mannschaft und erreichte in den Relegationsspielen gegen Schalke 04 den Aufstieg in die Bundesliga. Nach dem Bundesligaaufstieg wurde Timo Konietzka Trainer von Bayer Uerdingen und Tippenhauer war nur noch Manager des Vereins.
In der Saison 1983/84 wurde er im Oktober 1983 Manager und als Nachfolger des entlassenen Uli Maslo gleichzeitig Trainer von Borussia Dortmund, bis im November 1983 Horst Franz als Trainer begann. Zu Beginn der Saison 1984/85 wurde er als Manager im Oktober 1984 zusammen mit dem von ihm geholten Trainer Timo Konietzka von Borussia Dortmund entlassen.
Tippenhauer wohnte nach seiner Trainerkarriere ungefähr 20 Jahre lang in der westfälischen Gemeinde Ladbergen im Tecklenburger Land. Vor dem Hintergrund, Sportveranstaltungen durchzuführen, gründete er mehrere Agenturen und war unter anderem Geschäftsführer einer Werbeagentur in Hamburg, die seit 1997 in Zusammenarbeit mit der Bertelsmann AG das Buch Der Große Restaurant & Hotel Guide herausgibt und deren Geschäftsführung er 2013 abgab.
Er promovierte 2010 an der Westfälischen Wilhelms-Universität in Münster zum „wahrgenommenen Einfluss von Führungsspielern in der Fußball-Bundesliga“ im Fach Sportpsychologie, woran er dreieinhalb Jahre gearbeitet hatte. Zur Idee einer Studie über die Fußball-Bundesliga wurde er durch intensive Gespräche mit Bernd Strauß, den er 2003/04 kennengelernt hatte, gebracht.
Hans-Dieter Tippenhauer verstarb im Alter von 77 Jahren und wurde auf dem Friedhof der Gemeinde Großhansdorf beigesetzt.

## Sportliche Erfolge
- 1979 mit Fortuna Düsseldorf – Finalist im Europapokal der Pokalsieger
- 1979 mit Fortuna Düsseldorf – Deutscher Pokalsieger
- 1980 mit Arminia Bielefeld – Aufstieg in die 1. Bundesliga (1. Platz 2. Bundesliga Nord)
- 1983 mit Bayer Uerdingen – Aufstieg in die 1. Bundesliga (Relegation gegen Schalke 04 3:1/1:1)